# Ekonomihögskolan vid Lunds universitet
Ekonomihögskolan
vid Lunds universitet

| Engelskt namn    | Lund University School of Economics and Management (LUSEM) |
| Latinskt namn    | se Lunds universitet                                       |
| Motto            | se Lunds universitet                                       |
| Grundad          | 1961                                                       |
| Ägandeform       | Statligt                                                   |
| Rektor           | Joakim Gullstrand                                          |
| Plats            | Lund, Sverige                                              |
| Antal studerande | 4300 grundstudenter 180 doktorander                        |
| Antal lärare     | 300                                                        |
| Medlemskap       | EQUIS, AMBA, AACSB                                         |
| Webbplats        | www.ehl.lu.se                                              |

Ekonomihögskolan vid Lunds universitet, Lund University School of Economics and Management, är en fakultet vid Lunds universitet som bedriver utbildning och forskning inom ekonomiområdet.

## Allmänt
Cirka 4000 studenter och 300 lärare och forskare är verksamma vid Ekonomihögskolan. Fakulteten består av sex institutioner. Dessa sex är Ekonomisk-historiska institutionen, Företagsekonomiska institutionen, Institutionen för handelsrätt, Institutionen för informatik, Nationalekonomiska institutionen samt Statistiska institutionen. Ekonomihögskolan har ett eget bibliotek. 

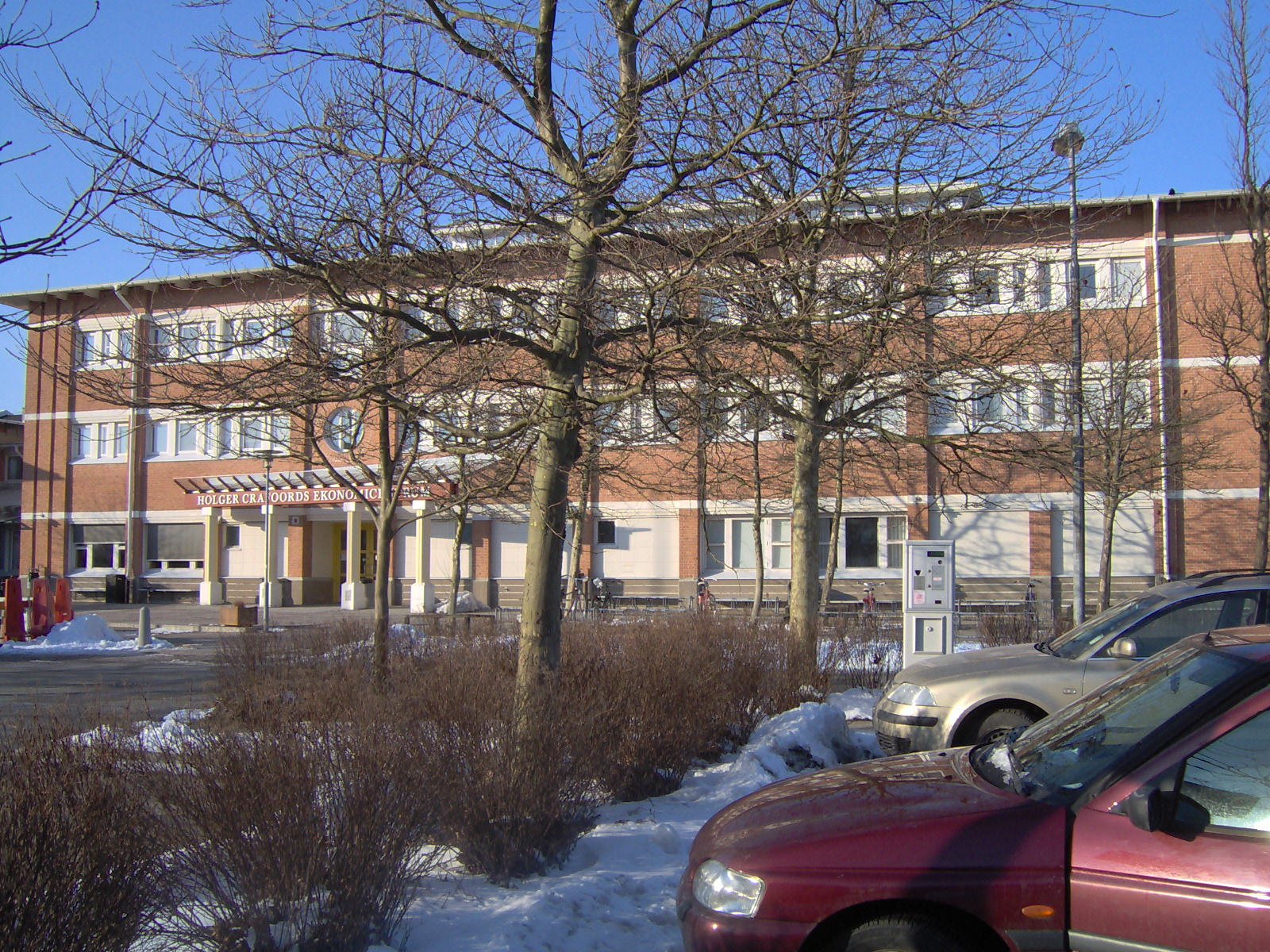
Ekonomicentrum.

## Historia
Redan 1750 erhöll Lunds universitet sin första professur i nationalekonomi men det skulle dröja ända fram till 1961 innan den ekonomiska fakulteten invigdes.[källa behövs] Detta skedde genom ett samarbete mellan Lunds universitet och Handelskammaren, där Ruben Rausing ska ha spelat en viktig roll. Holger Crafoord var initiativtagare till skapandet av dagens campus och donerade pengar genom Crafoordska stiftelsen, därav namnet Holger Crafoords Ekonomicentrum, som idag kallas för EC (Ekonomicentrum). Efter att ECI stod färdigt 1988 kunde institutionerna som tidigare varit spridda på olika platser i Lund flytta in. Sedan dess har också ECII och ECIII tillkommit. 
År 2001 erhöll Ekonomihögskolan som andra handelshögskola i Sverige ackreditering inom kvalitetssystemet EQUIS, efter Handelshögskolan i Stockholm som ackrediterades 1999. Ekonomihögskolan återackrediterades 2006, 2011, 2014 samt senast 2019 för en femårsperiod. Ekonomihögskolan erhöll även sin första AMBA-ackreditering sommaren 2019. I februari 2021 erhöll Ekonomihögskolan sin första AACSB-ackreditering. Ekonomihögskolan vid Lunds universitet är därmed trippelackrediterade och en av drygt ett hundratal välrenommerade handelshögskolor över hela världen som innehar en s.k. triple crown. 

## Ranking
2021 rankades LUSEM på plats 120 inom "Business and Management", topp 150 i "Economics & Econometrics", samt topp 200 inom "Accounting" av QS Rankings. 
Masterprogrammet i Finans rankades på plats 48 i världen bland alla masterprogram i Finans, och masterprogrammet i International Marketing and Brand Management på plats 44 i världen bland alla masterprogram i Marknadsföring av QS Rankings år 2022. 
År 2020 rankades LUSEM som den 75:e bästa europeiska Handelshögskolan.  Masterprogrammet i Finans rankades dessutom på plats 37 i världen (2:a i Skandinavien) år 2021 bland alla masterprogram i Finans av Financial Times. 

## Utbildning
Ekonomihögskolan erbjuder fyra kandidatprogram:
- BSc International Business
- BSc Economy and Society
- Ekonomie kandidatprogrammet
- Systemvetenskapliga kandidatprogrammet

Det finns även program på grundnivå där du läser delar av din utbildning på Ekonomihögskolan:
- Kandidatprogram i personal- och arbetslivsfrågor
- Politices kandidatprogrammet
- Kandidatprogrammet i praktisk filosofi, politik och ekonomi (PPE)

På avancerad nivå erbjuds följande magister/masterprogram hösten 2020:
- Accounting and Finance
- Economic Development and Growth
- Economic Growth, Population and Development
- Economics
- Entrepreneurship and Innovation
- European and International Trade and Tax Law
- Finance
- Information Systems
- Innovation and Global Sustainable Development
- International Marketing and Brand Management
- International Strategic Management
- Management
- Managing People, Knowledge and Change

## Alumner
- Fredrik Arp, fd. VD Volvo Personvagnar AB
- Fabian Bengtsson, VD Siba
- Bertil Hult, grundare EF Language
- Christian W. Jansson, VD Kappahl
- Lars-Johan Jarnheimer, fd. Tele2
- Håkan Jeppsson, VD Inwido
- Sten K. Johnson, VD Midway Holding
- Anders Lidbeck, VD Telelogic
- Sven Otto Littorin, fd. Arbetsmarknadsminister
- Bertil Ohlin, Nobelpristagare
- Ulf Spendrup, ägare Spendrups